# 佐中廉
佐中 廉（さなか れん、文久2年（1862年）12月27日 - 昭和13年（1938年）10月5日）は日本の教育者、政治家。元余子小学校長、境小学校長。元余子村学務委員。元余子村長。幼名松太郎。
大阪府立大学名誉教授佐中壮の父。

## 経歴
福定村の農家佐中友太の長男として生まれる。中野村木島仙庵の門に入り、次いで中野小、森山村寺本要塾、広瀬町山村勉斎塾でよく学び、24歳の時教員検定試験に合格した。
明治21年（1888年）弓浜高等小学校創設にあたり、以来同校に勤務、校長村上龍の家族主義教育を20余年助けた。次いで校長に進んだがいったん職を退き、さらに余子小学校長、境小学校長を歴任して教育一筋につとめ、多くの人材を出した。
大正8年（1919年）道を後進に譲って帰村したが、推されて余子村長となった。

## 人物像
佐中廉について、孫の佐中信によると、
「祖父は境尋常高等小学校長の職を退いて、福定の家で読書三昧の生活を送っていたが、恩師木嶋村長の厚い懇望と村民各位の強い推挙黙し難く、ついに村長を引き受けた。在任中には米川灌漑改修工事に鋭意力を尽くし校舎増築、村教育会創立、農道補修整備、防火用水池設置、国鉄駅設置運動等に不休の尽瘁を続けた。更に先見の明をもって、外浜県道沿いに役場を移し、昭和三年一一月字美保ノ原三九三番地（現余子公民館敷地）に新しい庁舎を建築した。この際も自ら私有地の土砂を土盛り用に大量寄附する等、何事も率先奉仕を実践する名実共に夫子（ふうし）の風格を備えた人物であった。」